# Мира (Краснодарский край)
Мира — посёлок в Курганинском районе Краснодарского края.
Входит в состав Октябрьского сельского поселения.

## Население
| 2002 | 2010 |
| ---- | ---- |
| 231  | ↘210 |

- ул. Комсомольская,
- ул. Ленина,
- ул. Мира,
- ул. Октябрьская,
- ул. Черемушки.